# Ковалевщизна
Ковалевщизна (пол. Kowalewszczyzna) — село в Польщі, у гміні Соколи Високомазовецького повіту Підляського воєводства.
Населення — 189 осіб (2011).
У 1975-1998 роках село належало до Ломжинського воєводства.

## Демографія
Демографічна структура станом на 31 березня 2011 року:
|          | Загалом | Допрацездатний вік | Працездатний вік | Постпрацездатний вік |
| -------- | ------- | ------------------ | ---------------- | -------------------- |
| Чоловіки | 96      | 18                 | 64               | 14                   |
| Жінки    | 93      | 19                 | 49               | 25                   |
| Разом    | 189     | 37                 | 113              | 39                   |